# Ceux qui bâtissent l'avenir
Pour plus de détails, voir Fiche technique et Distribution.
Ceux qui bâtissent l'avenir (明日を作る人々, Asu o tsukuru hitobito) est un film japonais réalisé par Kajirō Yamamoto, Akira Kurosawa et Hideo Sekigawa, sorti en 1946.

## Synopsis
Deux sœurs, Yoshiko l'aînée et Aiko la cadette, l'une danseuse, et l'autre script dans un grand studio de cinéma, se retrouvent mêlées à des activités syndicales lorsqu'une grève est lancée en solidarité avec des cheminots en grève, dont l'un fréquente les sœurs et leurs parents. Le père discute avec ses filles de son opposition à la grève mais change d'opinion après avoir perdu lui-même son travail.

## Fiche technique
- Titre : Ceux qui bâtissent l'avenir
- Titre original : 明日を作る人々 (Asu o tsukuru hitobito?)
- Réalisation : Kajirō Yamamoto, Akira Kurosawa et Hideo Sekigawa
- Scénario : Yusaku Yamagata et Kajirō Yamamoto
- Production : Keiji Matsuzaki, Sōjirō Motoki, Ryo Takei et Tomoyuki Tanaka
- Société de production : Tōhō
- Musique : Noboru Itō
- Pays de production :  Empire du Japon
- Langue originale : japonais
- Format : noir et blanc - 1,37:1 - son mono
- Genre : drame
- Durée : 82 minutes[1]
- Date de sortie :
  - Empire du Japon : 2 mai 1946[1]

## Distribution
- Susumu Fujita : Fujita
- Hideko Takamine : Takamine
- Kenji Susukida (ja) : Gintaro Okamoto, père
- Masayuki Mori : Seizo Hori, chauffeur
- Chieko Takehisa (ja) : Kin Okamoto, mère
- Takashi Shimura : directeur de théâtre
- Yōnosuke Toba (ja)
- Masao Shimizu
- Hyō Kitazawa (ja)
- Ichirō Chiba (ja)
- Sayuri Tanima (ja)
- Chieko Nakakita : Yoshiko Okamoto, la sœur aînée
- Mitsue Tachibana : Aiko Okamoto, la sœur cadette
- Yuriko Hamada (ja)

## Tournage
Il semblerait qu'Akira Kurosawa ait été contraint de réaliser ce film contre sa volonté par les studios Toho, avec lesquels il était sous contrat à l'époque (il prétend que sa partie du film est tournée en une semaine seulement). Le film est répudié par la suite par Kurosawa et n'est souvent pas compté avec les 30 autres films qu'il a réalisés, bien qu'il soit mentionné dans certaines filmographies du réalisateur.